# 菜摘ひかる
菜摘 ひかる（なつみ　ひかる、 1973年 - 2002年11月4日）は、日本の風俗嬢、作家である。

## 人物

### 生い立ち
関東近県出身。高校時代から漫画雑誌の常連投稿者となり、塩山芳明が編集する雑誌などでコラム、漫画等を執筆していた。

### 風俗嬢とモデル業
高校三年で家を出てアパレル業界で働いた。その後水商売に転じた。風俗嬢として従事した職種は、SMクラブ、イメクラ、性感マッサージ、ホテトル、ソープランドなど多岐に渡った。
風俗嬢として働く傍ら、エロ本のヌードモデルやマニア向けアダルトビデオのモデルなども行っていた。1996年（平成8年）には撮影のために街中で全裸になったとして公然猥褻罪容疑で逮捕された。新宿警察署に勾留された後略式起訴されて有罪（罰金刑）となり、これを機にモデル業からは引退した。

### 著述活動
1998年（平成10年）頃、大手商用パソコン通信サービスPC-VANの事務局直轄フォーラム「わかばマーク(WAKABA)」やSIG「SFデーターボックス(SFDB)」において、ハンドルネーム「ともみ」として活動。後の著作、『風俗嬢菜摘ひかるの性的冒険』などで描かれることとなる風俗嬢としての経験などを披露した。このPC-VANでの活動を通して、フリーライター・夏原武と知り合い、自身もライターとしての活動を行うようになった。
「流しの風俗嬢」として執筆を続けた菜摘は漫画も描き、風俗業界を辞めてからも精力的に活動して小説も発表した。

### 私生活
一時期、結婚していた時期があった。友人からは「絶対こんないい人と別れてはダメ!」と念をおされていたらしいが、自分から別居を経て離婚に至った模様が作品中に書かれている。両親、特に父親との確執があり、精神的にも問題を抱えていた。
買い物依存や神経症の症状から精神科にも通っており、今では禁止になっている「向精神薬の多剤処方」を受けていた。日記では毎日デパートで化粧品を買ったり、洋服を買う依存を繰り返していた。薬の副作用と思われる症状で徐々に体を弱らせていき、最後の方は日々辛い様子が記してあった。
遺作になった「私はカメになりたい」が出来上がった時にはとても良い作品が出来たと語っており本人も意欲的に執筆活動を続けたい様子があった。

### 死去
2002年（平成14年）11月4日、29歳で死去した。2002年途中から体調を崩しており、死因は「体調の急変」とだけ発表されている。葬儀は近親者のみで執り行われたという。
河出書房新社の季刊誌『文藝』の2003年第1号に追悼特集が組まれた。親交のあった香山リカ、藤本由香里、林あまり、そして菜摘の書籍で挿絵を担当したやまだないとが追悼文を寄せ、菜摘の残した創作ノートの一部も併せて掲載された。

## 著作
- 風俗嬢菜摘ひかるの性的冒険（洋泉社〈単行本〉、1998年）
  - 風俗嬢菜摘ひかるの性的冒険（光文社〈文庫〉、2000年）
- 池袋イメクラ日記（二見書房〈単行本〉、1998年）
  - ふにゃふにゃ日記 （主婦と生活社〈単行本〉、2002年、『池袋イメクラ日記』の加筆・修正・再編集）
- 恋は肉色（光文社〈文庫〉、2000年）
- 仰げば尊し（秋田書店〈単行本〉、2000年）
  - えっち主義（角川書店〈文庫〉、2002年、『仰げば尊し』の文庫化。単行本未収録作品含む）
- 菜摘ひかるの私はカメになりたい（角川書店〈文庫〉、2001年）
- 依存姫（主婦と生活社〈単行本〉、2002年）
- 耽溺れるままに（徳間書店〈文庫〉、2002年）
  - 女性作家11人による官能短篇小説集。著者の作品『ボディ・テラピー』収録
- えっちな気持ち（角川書店〈文庫〉、2003年）